# Christine Dumitriu Van Saanen
Pour les articles homonymes, voir Dumitriu.
Christine Dumitriu Van Saanen, née en 1932 en Roumanie et morte en avril 2008 à Toronto au Canada, est une écrivaine, ingénieure et docteure en géologie canadienne. Elle est la fondatrice, en 1993, du Salon du livre de Toronto.

## Biographie
Elle doit à ses parents, des diplomates néerlandais, d'être née en Roumanie. Elle a partagé ses études entre Bucarest et Paris, mais c'est à Bucarest qu'elle a obtenu ses diplômes universitaires. En 1977, elle s'est établie au Canada avec son mari Mircea Dumitriu. Elle a d'abord enseigné à l'École polytechnique de Montréal et à l'Université du Québec à Montréal, puis à l'Université de Calgary et à l'Université de Toronto. De 2006 à sa mort, elle a enseigné au Collège Glendon (Université York). Outre ses écrits scientifiques, dont un traité sur la sédimentologie en 1970, elle a signé plusieurs ouvrages littéraires (poésie, théâtre, essais) et a participé activement à la vie littéraire des communautés francophones en Alberta et en Ontario.
En 1982, elle a fondé la Société littéraire francophone de l'Alberta, qu'elle a présidé jusqu'en 1987, et la Revue littéraire de l'Alberta. Elle a ensuite été la fondatrice et directrice générale du Salon du livre de Toronto de 1992 à 2006. Ses écrits et son bénévolat ont été reconnus par plusieurs prix au Canada et en France. En 1983, elle obtenait le Grand Prix de poésie moderne des Jeux floraux de Touraine. En 1984, elle se voyait accordée l'Alberta Achievement Award. En 1987, pour sa pièce Renaissance elle a reçu la Médaille d'or de l'Académie de Lutèce. En 1995, elle recevait le Prix de la Toison d'or. Elle a été décorée de l'Ordre des francophones d'Amérique en 2000 et de l'Ordre des Arts et des Lettres de France en 2004.
Depuis 1999, le prix littéraire offert par le gouvernement du Québec à l'occasion du Salon du livre de Toronto porte son nom.
Au fil des ans, ses activités comme conférencière et organisatrice ont pris le dessus sur son œuvre strictement littéraire. Dans ses pièces et ses essais, elle a souvent témoigné d'un souci d'unifier la beauté des mots et les beautés de l'univers. Dans un ouvrage comme Renaissance (1985), elle a transcrit sous forme poétique l'affrontement entre les mondes capitaliste et communiste, tout en révélant son inquiétude pour l'avenir de la planète.

## Publications
- Chansons, Éditions C.L.É. (Cercle Littéraire Ésotérique), 1979
- Poèmes pour Demain, Éditions Naaman, 1981
- Le poème des objets, Éditions Naaman, 1983
- Renaissance, Éditions Naaman, 1985
- Les Fruits de la Pensée, Éditions des Plaines, 1991
- Poèmes pour l’Univers, Éditions des Plaines, 1993
- Millénaire, Éditions des Plaines, 1995
- Sablier, Éditions des Plaines, 1996
- L’Univers est, donc je suis, Éditions des Plaines, 1998
- Mémoires de la Terre, Éditions du GREF, 1999
- Mondialisation et identité : textes commémoratifs de la grande réunion des écrivains francophones du Canada et d'autres pays : huitième Salon du livre de Toronto, 12-15 octobre 2000, Éditions du GREF, 2001 (textes réunis par Alain Baudot et Christine Dumitriu-Van Saanen)
- Les heures sables : poèmes choisis / Orele de nisip : poème alese, Humanitas / Libra, 2001
- Sur la réalité. Réflexions en marge d'un monde, Éditions du GREF, 2001
- On Reality. Meditations on the edge of a world, Éditions du GREF, 2002 (traduction de Mark Stout)
- La saga cosmique, Vermillon, 2003
- Hommage aux origines de la vie : essai scientifique ; suivi de Hémoglobine et chlorophylle : réflexions poétiques, Vermillon, 2006